# Therapy (Produzentenduo)
Therapy ist ein französisches Produzenten-Duo bestehend aus den Produzenten 2093 (Medhi Mechdal) und 2031 (Valéry Alexandre Yim). 2093 kommt gebürtig aus Bobigny und 2031 stammt aus Toulouse. Bekanntheit erlangten sie durch Produktionen für den Rapper Booba. Der Produzent 2093 gründete nebenher sein eigenes Label Therapy Music, bei dem auch der Rapper Kaaris unter Vertrag stand. (Zurzeit bei: Defjam France)

## Geschichte
Die erste Produktion für Booba erfolgte im Jahr 2007 auf dessen Mixtape Autopsie Vol. 2, wo 2093 die musikalische Untermalung zum Lied Quoi qu'il arrive beisteuerte. Auf Boobas Album 0.9 war Therapy für die Produktionen der Lieder Izi monnaie, Soldats und 0.9 verantwortlich. Dann erschien 2009 das dritte Mixtape von Booba, Autopsie Vol. 3, wo Therapy den Beat zu A3 beisteuerte. Auf dem 2010 von Booba veröffentlichten Album Lunatic war Therapy für die musikalische Untermalung der Songs Cæsar Palace, Jimmy deux fois, Boss du Rap Game, Killer, Jour de paye, Saddam Hauts-de-Seine und Kojak verantwortlich. 2011 veröffentlichte Booba Autopsie Vol. 4, wo auch wieder viele Produktionen von Therapy dabei waren. Das 2012 erschienene Album Futur von Booba sowie die Wiederveröffentlichung im Jahr 2013 produzierte Therapy fast komplett. Dann veröffentlichte Kaaris seine Alben Or Noir im Jahr 2013 und Or Noir pt. 2 im Jahr 2014, welche auch von Therapy, Fantômm und Loxon produziert wurden. Ebenfalls 2014, erschienen die Veröffentlichungen Neue Deutsche Welle 2 (Fler) und Russisch Roulette (Haftbefehl), auf denen Therapy einige Beats beisteuerten.

## Produktionen (Auswahl)
- 2007: Quoi qu'il arrive (auf Autopsie Vol. 2 von Booba)
- 2008: Izi monnaie, Soldats und 0.9 (auf 0.9 von Booba)
- 2009: A3 (auf Autopsie Vol. 3 von Booba)
- 2010: Diverse (auf Lunatic von Booba)
- 2011: Diverse (auf Autopsie Vol. 4 von Booba)
- 2012: Diverse (auf Futur von Booba)
- 2013: Diverse (auf Futur 2.0 von Booba)
- 2013: Diverse (auf Or Noir von Kaaris)
- 2014: Diverse (auf Or Noir pt. 2 von Kaaris)
- 2014: Diverse (auf Neue Deutsche Welle 2 von Fler)
- 2014: Haram Para (auf Russisch Roulette von Haftbefehl)

## Sonstiges
Das Therapy Duo ist u. a. auch bei dem Modelabel Back to the Future tätig, das von Fantômm & Loxon, Ende 2012 gegründet wurde. 
Viele der Produktionen von Therapy, Fantômm und Loxon lassen sich durch eine Stimme, welche die Wörter Back to the Future ausspricht, erkennen.